# 1931 w literaturze
Wydarzenia literackie w 1931 roku.

## Wydarzenia
- polskie
  - Tadeusz Boy-Żeleński opublikował felieton Nasi okupanci krytyczny wobec wpływów Kościoła katolickiego na życie społeczno-polityczne w Polsce.

- zagraniczne
  - w Moskwie założono wydawnictwo Progriess (wydawnictwo)

## Nowe książki
- polskie
  - Ferdynand Ossendowski – Gasnące ognie: podróż po Palestynie, Syrji, Mezopotamji
  - Wacław Kostek-Biernacki – Diabeł zwycięzca
  - Zygmunt Nowakowski – Przylądek Dobrej Nadziei
- zagraniczne
  - Szalom Asz – Przed potopem: Petersburg, Warszawa, Moskwa
  - Agatha Christie – Tajemnica Sittaford (The Sittaford Mystery)
  - William Faulkner
    - Ad Astra(inne języki)
    - Azyl(inne języki) (Sanctuary)
    - Mistral
    - Rozwód w Neapolu (Divorce in Naples)
    - Tamto wieczorne słońce(inne języki) (That Evening Sun)

  - Ilf i Pietrow – Złoty cielec (Золотой теленок)
  - Paschal Beverly Randolph(inne języki) – Magia seksualna (Sexual Magic)
  - Antoine de Saint-Exupéry – Nocny lot (Vol de nuit)
  - Lamed Szapiro – Po nowojorsku (Nujorkisz)

## Nowe dramaty
- zagraniczne
  - Jean Giraudoux – Judyta (Judith)
  - Eugene O’Neill – Żałoba przystoi Elektrze (Mourning Becomes Electra)

## Nowe poezje
- polskie
  - Jarosław Iwaszkiewicz – Powrót do Europy
  - Józef Łobodowski
    - Gwiezdny psałterz (prócz własnych wierszy przekłady utworów autorów ukraińskich, rosyjskich i białoruskich)
    - O czerwonej krwi

  - Tadeusz Peiper – Na przykład

## Urodzili się
- 4 stycznia – Nora Iuga, rumuńska pisarka, poetka, tłumaczka
- 6 stycznia
  - E.L. Doctorow, amerykański pisarz (zm. 2015)
  - Juan Goytisolo, hiszpański pisarz (zm. 2017)
  - P.J. Kavanagh(inne języki), angielski poeta (zm. 2015)
- 9 stycznia – Algis Budrys, amerykański pisarz, wydawca i krytyk fantastyki naukowej pochodzenia litewskiego (zm. 2008)
- 10 stycznia – Zygmunt Dmochowski, polski poeta (zm. 2013)
- 11 stycznia – Mieczysław Inglot, polski historyk literatury (zm. 2019)
- 13 stycznia – Jerzy Stanisław Czajkowski, polski poeta i publicysta (zm. 2015)
- 15 stycznia – Jan Błoński, polski historyk literatury, krytyk literacki, eseista, tłumacz (zm. 2009)
- 20 stycznia – Sawako Ariyoshi, japońska pisarka (zm. 1984)
- 22 stycznia – Stanisław Milewski, polski pisarz (zm. 2013)
- 25 stycznia – Paavo Haavikko, fiński poeta i dramaturg (zm. 2008)
- 27 stycznia – Mordecai Richler, kanadyjski pisarz (zm. 2001)
- 28 stycznia – Sakyō Komatsu, japoński pisarz s-f (zm. 2011)
- 29 stycznia – Adam Macedoński, polski poeta i artysta plastyk
- 30 stycznia – Shirley Hazzard(inne języki), australijsko-amerykańska pisarka (zm. 2016)
- 6 lutego – Wiesław Górnicki, polski prozaik i reportażysta (zm. 1996)
- 8 lutego – Bohdan Butenko, polski ilustrator (zm. 2019)
- 9 lutego – Thomas Bernhard, austriacki pisarz i dramaturg (zm. 1989)
- 13 lutego – Krystyna Strużyna, polska nowelistka (zm. 2003)
- 16 lutego – Alfred Kolleritsch(inne języki), austriacki poeta i pisarz (zm. 2020)
- 18 lutego
  - Jerzy Gierałtowski, polski prozaik (zm. 2001)
  - Toni Morrison, amerykańska pisarka i eseistka (zm. 2019)
- 19 lutego – Gieorgij Władimow, rosyjski prozaik (zm. 2003)
- 24 lutego – Uri Orlew, izraelski prozaik i tłumacz języka polskiego (zm. 2022)
- 4 marca – Kazimierz Radowicz, polski prozaik (zm. 2018)
- 5 marca
  - Tamaz Cziladze, gruziński pisarz (zm. 2018)
  - Rudolf Ströbinger, niemiecki pisarz i publicysta (zm. 2005)
- 9 marca – Aleksander Rowiński, polski pisarz, wydawca, reportażysta (zm. 2021)
- 11 marca – Janosch, niemiecki autor literatury dla dzieci
- 12 marca – Józef Tischner, polski ksiądz filozof i pisarz (zm. 2000)
- 13 marca – Wolfgang Kohlhaase, niemiecki pisarz i scenarzysta (zm. 2022)
- 14 marca
  - Dionizy Maliszewski, polski poeta, publicysta (zm. 1987)
  - Anna Strońska, polska reporterka, pisarka i publicystka (zm. 2007)
- 15 marca – Ante Popowski, macedoński poeta (zm. 2003)
- 16 marca – Lech Konopiński, polski poeta (zm. 2023)
- 19 marca – Emma Andijewska, ukraińska poetka i prozaiczka
- 21 marca – Alda Merini, włoska poetka, aforystka i pisarka (zm. 2009)
- 23 marca – Jerzy Krzysztoń, polski pisarz (zm. 1982)
- 24 marca – Jerzy Bogdan Kos, polski poeta i prozaik (zm. 2018)
- 26 marca
  - Mieczysław Jackiewicz, polski literaturoznawca i tłumacz
  - Zofia Korzeńska, polska poetka, krytyk literacki, eseistka, redaktorka (zm. 2016)
  - Leonard Nimoy, amerykański poeta (zm. 2015)
- 29 marca – Stanisław Stanuch, polski pisarz, publicysta, reportażysta (zm. 2005)
- 31 marca – Göran Printz-Påhlson, szwedzki poeta, tłumacz i krytyk literacki, literaturoznawca (zm. 2006)
- 1 kwietnia – Rolf Hochhuth, niemiecki dramaturg i powieściopisarz (zm. 2020)
- 4 kwietnia – Ryszard Tomczyk, polski krytyk sztuki i literatury, pisarz, publicysta (zm. 2020)
- 7 kwietnia – Donald Barthelme, amerykański pisarz (zm. 1989)
- 10 kwietnia
  - Nimai Bhattacharya(inne języki), hinduski pisarz (zm. 2020)
  - René Follet, belgijski rysownik komiksowy (zm. 2020)
- 12 kwietnia – Anatol Ulman, polski pisarz (zm. 2013)
- 13 kwietnia – Alina Aleksandrowicz-Ulrich, polska literaturoznawczyni (zm. 2025)
- 15 kwietnia – Tomas Tranströmer, szwedzki poeta, laureat Nagrody Nobla (zm. 2015)
- 16 kwietnia – Leo Bersani, teoretyk literatury i profesor literatury francuskiej (zm. 2022)
- 20 kwietnia – Jerzy Redlich, polski dziennikarz i tłumacz z języka rosyjskiego (2023)
- 24 kwietnia – Trinidad Morgades Besari, gwinejska pisarka (zm. 2019)
- 28 kwietnia
  - Abramo Barosso, włoski autor komiksów (zm. 2013)
  - Chukwuemeka Ike(inne języki), nigeryjski pisarz (zm. 2020)
- 29 kwietnia – Konrad Eberhardt, polski krytyk literacki, eseista, tłumacz (zm. 1976)
- 2 maja – Martha Grimes, amerykańska pisarka kryminałów
- 3 maja – Irena Frisch, polsko-żydowska pisarka (zm. 2021)
- 5 maja – Irit Amiel, izraelska poetka, pisarka i tłumaczka (zm. 2021)
- 7 maja – Gene Wolfe, amerykański pisarz (zm. 2019)
- 21 maja – Stefan Melkowski, polski eseista, historyk literatury oraz krytyk literacki (zm. 2015)
- 26 maja
  - Mieczysław Czychowski, polski poeta i artysta malarz (zm. 1996)
  - Sven Delblanc, szwedzki pisarz i literaturoznawca (zm. 1992)
  - Helena Stachová, czeska tłumaczka polskiej literatury
- 30 maja – Vizma Belševica, łotewska poetka, pisarka, tłumaczka (zm. 2005)
- 1 czerwca – Jamil Ahmad, pakistański pisarz (zm. 2014)
- 3 czerwca – Jorma Kurvinen, fiński pisarz (zm. 2002)
- 8 czerwca
  - Wiesław Andrzejewski, polski pisarz (zm. 1993)
  - Bohdan Wróblewski, polski ilustrator (zm. 2017)
- 13 czerwca – Tadeusz Chudy, polski poeta (zm. 1997)
- 14 czerwca – Bernard Antochewicz, polski poeta oraz tłumacz poezji niemieckiej (zm. 1997)
- 16 czerwca
  - István Eörsi, węgierski pisarz, tłumacz, filolog (zm. 2005)
  - Ryszard Kraśko, polski pisarz (zm. 1980)
- 19 czerwca – Kiki Dimula, grecka poetka (zm. 2020)
- 20 czerwca – Urszula Kozioł, polska poetka i pisarka (zm. 2025)
- 26 czerwca
  - Janusz Dunin, polski literaturoznawca, bibliolog, bibliofil, bibliotekarz (zm. 2007)
  - Colin Wilson, brytyjski pisarz (zm. 2013)
- 2 lipca – Janusz Odrowąż-Pieniążek, polski historyk literatury i pisarz (zm. 2015)
- 4 lipca – Sébastien Japrisot, francuski pisarz (zm. 2003)
- 5 lipca
  - Janusz Domagalik, polski pisarz (zm. 2007)
  - Bohdan Petecki, polski pisarz (zm. 2011)
- 7 lipca – David Eddings, amerykański pisarz fantasy (zm. 2009)
- 10 lipca – Alice Munro, kanadyjska pisarka, laureatka Nagrody Nobla (zm. 2024)
- 11 lipca – Irena Lewandowska, polska tłumaczka literatury rosyjskojęzycznej (zm. 2018)
- 15 lipca – Clive Cussler, amerykański pisarz (zm. 2020)
- 16 lipca – Jan Prokop, polski poeta, prozaik, eseista oraz tłumacz literatury
- 17 lipca – Caroline Graham, angielska pisarka
- 26 lipca – Iwan Dziuba, ukraiński pisarz (zm. 2022)
- 30 lipca – Dominique Lapierre, francuski pisarz (zm. 2022)
- 12 sierpnia
  - William Goldman, amerykański scenarzysta, dramaturg i prozaik (zm. 2018)
  - Jiří Stránský, czeski pisarz, dramaturg, tłumacz (zm. 2019)
- 22 sierpnia
  - Maurice Gee, nowozelandzki pisarz
  - Adolf Momot, polski poeta i prozaik (zm. 2005)
- 23 sierpnia – Ryszard Danecki, polski poeta i prozaik (zm. 2013)
- 2 września – Alicja Lisiecka, polska felietonistka, krytyk literacki, historyk literatury
- 3 września – Fritz Raddatz, niemiecki pisarz, historyk literatury i eseista (zm. 2015)
- 13 września
  - Andrzej Biernacki, polski krytyk literacki, badacz i historyk literatury współczesnej (zm. 2021)
  - Pawoł Völkel, górnołużycki prozaik (zm. 1997)
  - Wiktor Zawada, polski prozaik i publicysta (zm. 2006)
- 14 września – Ivan Klíma, czeski prozaik i dramatopisarz
- 22 września – Fay Weldon, brytyjska powieściopisarka (zm. 2023)
- 27 września – Kina Kydrewa(inne języki), bułgarska poetka i pisarka (zm. 2020)
- 28 września – Marjorie Perloff, amerykańska poetka, krytyczka i literaturoznawczyni (zm. 2024)
- 30 września – Roman Drahan, polski poeta
- 3 października – Ray Nelson, amerykański pisarz science-fiction i rysownik (zm. 2022)
- 6 października – Nilamber Dev Sharma(inne języki), hinduski pisarz (zm. 2020)
- 8 października – Julian Siemionow, rosyjski pisarz, autor cyklu o Stirlitzu (zm. 1993)
- 10 października
  - Atena Paszko, ukraińska poetka (zm. 2012)
  - Victor Pemberton(inne języki), brytyjski pisarz (zm. 2017)
- 12 października – Stanisław Kasprzysiak, polski prozaik, tłumacz literatury włoskiej (zm. 2019)
- 13 października – Dritëro Agolli, albański pisarz i poeta (zm. 2017)
- 15 października – Andrzej Ziemowit Zimowski, polski poeta, pisarz, dramaturg (zm. 2020)
- 17 października – Anatolij Pristawkin, rosyjski pisarz (zm. 2008)
- 19 października – John le Carré, brytyjski pisarz (zm. 2020)
- 20 października
  - Antti Hyry(inne języki), fiński prozaik (zm. 2016)
  - Pak Wanso, koreańska pisarka (zm. 2011)
- 21 października – Hugh Thomas, brytyjski pisarz (zm. 2017)
- 22 października – Ann Rule, amerykańska pisarka (zm. 2015)
- 27 października – Nawal as-Sadawi, egipska pisarka feministyczna (zm. 2021)
- 30 października – Nasho Jorgaqi, albański pisarz (zm. 2022)
- 12 listopada
  - Józef Lenart, polski pisarz i dziennikarz (zm. 2005)
  - Aleksander Szumański, polski poeta i krytyk literacki
- 20 listopada – Bohdan Drozdowski, polski prozaik, poeta, publicysta, tłumacz (zm. 2013)
- 26 listopada – Erik Otto Larsen, duński pisarz i malarz (zm. 2008)
- 27 listopada – Juliusz Jerzy Herlinger, polski pisarz, dziennikarz, tłumacz literatury rosyjskiej (zm. 1985)
- 28 listopada – Tomi Ungerer, francusko-niemiecki pisarz (zm. 2019)
- 30 listopada
  - Andrzej Czcibor-Piotrowski, polski poeta, prozaik, tłumacz (zm. 2014)
  - Nił Hilewicz, białoruski poeta (zm. 2016)
- 31 listopada (!) – Jan Himilsbach, polski aktor, pisarz i scenarzysta (zm. 1988)
- 2 grudnia – Jean Arasanayagam(inne języki), lankijska pisarka i poetka (zm. 2019)
- 10 grudnia – Tom MacIntyre(inne języki), irlandzki pisarz i poeta (zm. 2019)
- 12 grudnia – Halina Janaszek-Ivaničková, polska literaturoznawczyni, slawistka i eseistka (zm. 2016)
- 14 grudnia – Hannes Pétursson, islandzki poeta
- 15 grudnia – Klaus Rifbjerg, duński pisarz, dramaturg i poeta (zm. 2015)
- 16 grudnia – Halina Waszkis, polska literaturoznawczyni (zm. 1973)
- 17 grudnia – Krystyna Boglar, polska pisarka (zm. 2019)
- 24 grudnia – Walter Abish, amerykański pisarz eksperymentalny (zm. 2022)
- 27 grudnia – Jan Zych, polski poeta, znawca i tłumacz literatury iberoamerykańskiej i bułgarskiej (zm. 1995)
- 28 grudnia – Guy Debord, francuski pisarz i myśliciel (zm. 1994)
- 31 grudnia – Bob Shaw, irlandzki pisarz science-fiction (zm. 1996)
- Zenona Cieślak-Szymanik, polska poetka (zm. 2016)
- Genowefa Czekała-Mucha, polska reportażystka (zm. 2020)
- Zbigniew Jankowski, polski poeta
- Janina Wieczerska, polska pisarka

## Zmarli
- 1 stycznia – Hjalmar Bergman, szwedzki pisarz (ur. 1883)
- 18 lutego – Marie Eugenie delle Grazie, austriacka pisarka, poetka (ur. 1864)
- 27 marca – Arnold Bennett, angielski pisarz (ur. 1867)
- 2 kwietnia – Katharine Tynan, irlandzka poetka, pisarka i dziennikarka (ur. 1859)
- 8 kwietnia – Erik Axel Karlfeldt, szwedzki poeta, laureat Nagrody Nobla (ur. 1864)
- 10 kwietnia – Khalil Gibran, libański poeta (ur. 1883)
- 14 maja – Viktor Dyk, czeski pisarz i poeta (ur. 1877)
- 29 maja – Felix Hollaender, niemiecki pisarz i dramaturg (ur. 1867)
- 3 sierpnia – Paul Barsch, niemiecki poeta, eseista i pisarz (ur. 1860)
- 9 sierpnia – Jakub Mortkowicz, polski księgarz i wydawca (ur. 1876)
- 21 października – Arthur Schnitzler, austriacki prozaik, dramaturg i lekarz (ur. 1862)
- 3 listopada – Juan Zorrilla de San Martín, urugwajski poeta (ur. 1855)
- 4 listopada – Artur Oppman (pseud. Or-Ot), polski poeta i publicysta (ur. 1867)
- 19 listopada – Xu Zhimo, chiński poeta i pisarz (ur. 1897)
- 5 grudnia – Vachel Lindsay, amerykański poeta (ur. 1879)
- 10 grudnia – Max Elskamp, belgijski poeta, przedstawiciel symbolizmu (ur. 1862)
- 27 grudnia – Alfred Perceval Graves, irlandzki poeta i pisarz (ur. 1846)

## Nagrody
- Nagroda Nobla – Erik Axel Karlfeldt